# Amina Mousso Ouedraogo
Amina Mousso Ouédraogo, de son vrai nom Aminata Mousso Traoré, née  le 12 juin 1948, est une avocate et une personnalité politique burkinabé. Elle est la première femme à occuper le poste de médiateur du Faso de 2005 à 2011.

## Biographie

### Enfance et études
Amina Mousso fait ses études au lycée Philipe Zinda Kaboré. Après le baccalauréat, elle obtient une bourse pour poursuivre ses études en France à l’université Aix-en-Province. Elle y obtient une licence en Droit en 1976 et une Maitrise en 1977. Après ses études, elle retourne au pays. Avocate, elle est la première femme à avoir occupé le poste de médiateur du Faso,.
Amina Mousso fait partie des premières magistrates du Burkina Faso. 

### Carrière
Amina Mousso Ouédraogo Traoré commence sa carrière dans la magistrature au Burkina Faso en 1979. Elle rejoint le Tribunal de grande instance de Ouagadougou en tant que substitut du procureur puis procureur. Puis en 1991, elle est la première femme après Tiémoko Marc Garango et Jean-Baptiste Kafando à occuper le poste de médiateur du Faso. Elle est à l’initiative de la création de l’association des femmes juristes du Burkina Faso. Elle est également la secrétaire générale de l’association des médiateurs des Etats-membres de l’Union économique et monétaire ouest-africaine (UEMOA). Elle est à la retraite et continue d'être membre du conseil d’administration de l’Autorité supérieure de contrôle de l’Etat (ASCE-LC),.

## Prix et distinctions
Le 26 décembre 2011, elle reçoit le titre d'officier national de l'ordre du mérite.

## Vie privée
Aminata Mousso est mariée à Alioune Ouédraogo, Professeur de Physique, à l'Université Ki Zerbo de Ouagadougou. Elle est mère de deux garçons.